# Muskelsvind
Muskelsvind er en fællesbetegnelse for en række neuromuskulære sygdomme. Det vil sige sygdomme, der påvirker samspillet mellem nerver og muskler. Både børn og voksne kan få sygdommene.
Muskelsvindsygdommene er kendetegnet ved, at muskelkraften gradvist forsvinder fra enkelte muskler eller større muskelgrupper. I mange tilfælde ser man samtidig, at musklerne bliver tyndere.
Der er stor forskel på, hvornår i opvæksten de enkelte muskelsvindsygdomme opstår, hvordan de udvikler sig, og hvilke fysiske handicap de resulterer i. Det skyldes, at sygdommene rammer forskellige steder i den såkaldte motoriske enhed. Den motoriske enhed er et lægeligt udtryk for de dele af kroppen, der kontrollerer reaktionerne i musklerne, efter at hjernen har givet det første signal:
- Rygmarven – mere præcist den motoriske forhornscelle.
- Den perifere nerve – dvs. nervetrådene, der forbinder rygmarven med musklerne.
- Den motoriske endeplade – dvs. det sted, hvor nerveimpulsen overføres til musklen.
- Musklen

Næsten alle muskelsvindsygdomme opstår på grund af fejl i arveanlæggene. Sygdommene vil derfor nedarves, men arvegangen er forskellig fra sygdom til sygdom.
I Danmark mener man, at omkring 3.000 mennesker har muskelsvind. For ca. 2.000 af dem er sygdommen så udtalt, at de har brug for behandling og støtte, f.eks. i form af kørestol og  el-scootere med tre hjul  
Muskelsvind kan ikke helbredes, men man kan i dag gøre meget for at mindske følgerne af sygdommen. 